# عبد الله عثمان (لاعب كرة قدم سعودي)
عبد الله عثمان (20 ديسمبر 1990-)،هو لاعب كرة قدم سعودي يلعب لنادي الصفا.

## مسيرة اللاعب
لعب في أندية الحزم والقادسية و هجر وأحد و الخلود و بيشة و الصفا.

## وصلات خارجية
- عبد الله عثمان هاشم على موقع قاعدة بيانات كرة القدم.إي يو (الإنجليزية)
- عبد الله عثمان هاشم على موقع Soccerway.com (الإنجليزية)